# Las Terrazas (Honduras)

Vista al campo de cultivo.

Las terrazas es un sitio arqueologíco en Honduras. El sitio consta de las ruinas de lo que alguna vez fue una serie de terrazas agrícolas prehispánicas construidas sobre el llamado Cerro de Hula. Debido a sus dimensiones este es considerado como el campo de cultivo más grande de Mesoamérica.

## Ubicación
Está localizado en el departamento de Francisco Morazán, a 27 km de Tegucigalpa al sur de la capital del país, camino a los pueblos de Santa Ana y Ojojona. 

## Clima
El sitio esta dentro de un área de clima bosque tropical seco con fuertes lluvias a mediados de año y precipitaciones moderadas a finales de estos alcanzado hasta 36 km/h de viento. En verano puede alcanzar temperaturas de hasta 26 °C y en invierno suele bajar hasta un máximo de 16 °C.

## Historia
Si bien no hay certeza quienes y cuando se construyeron, si se sabe que la zona fue y es totalmente parte del área de influencia Lenca. Algunos datan el inicio de construcción del campo agrícola alrededor del período Preclásico, cerca del año 1000 a. C. aproximandamente, aunque otros apuntan  que puede que sea más reciente, del años 700 o 500 a. C.  En el siglo XIX fue mencionado por el norteamericano William Wells en su libro "Exploraciones y aventuras en Honduras", donde relata que las ruinas podían verse como una serie de tierra planas y metas que podían observarse por el camino. A partir del 2013, el gobierno de Honduras a través de entidades como turismo, arqueología, y agricultura, permitió que se hiciera una serie de exploraciones en el área, en las investigaciones se llegó a tomar fotografías aéreas las cuales han revelado la majestuosidad del cerro en forma piramidal.

## Función
Posiblemente fue el centro agrícola más importante para las comunidades de la zona, llegando a cosecharse muchos de los alimentos consumidos en las comunidades aledañas, los agricultores podían sembrar diferentes tipos de productos, tales como Maíz, Frijol, Chile, Calabaza etc. Los productos eran distribuidos entre los pobladores para su venta y consumo, para la irrigación se utilizaba el agua tranportada desde los ríos más cercanos. 